# Paul Cabon
Paul E. Cabon (* April 1985 in Brest) ist ein französischer Animationsfilmer.

## Leben
Cabon studierte nach Ende seiner Schulzeit zunächst Angewandte Kunst an der École Estienne in Paris sowie anschließend Animation an der École supérieure des arts appliqués et du textile (ESAAT) in Roubaix. Ab 2007 folgte ein Animationsfilmstudium an der Animationsfilmschule La Poudrière in Valence. Cabon beendete sein Studium 2009 mit dem Kurzfilm Sauvage, für den er beim Festival d’Animation Annecy den Spezialpreis der Jury im Bereich Studentenfilm erhielt. Bereits in Sauvage, in dem ein Mann in einen Wald geht, um dort zum Wolf zu werden, verband Cabon Comic mit surrealen Aspekten, ein Stil, der auch seine weiteren Werke prägen sollte. Nach Ende des Studiums war er beim Filmstudio Folimage an verschiedenen Projekten beteiligt, darunter arbeitete er als Animator und Drehbuchautor für die Serie Michel.
Im Jahr 2014 erschien mit Tempête sur anorak Cabons erster professioneller Kurzanimationsfilm. Bereits 2011 waren erste Entwürfe des Films auf dem Marché International du Film d’Animation d’Annecy ausgezeichnet worden. Im Jahr 2015 erhielt Tempête sur anorak den Jurypreis für den besten Kurzfilm (Animation) des Sundance Film Festivals. Für Le futur sera chauve, der 2016 erschien, erhielt Cabon 2018 eine César-Nominierung in der Kategorie Bester animierter Kurzfilm. Eine zweite César-Nominierung folgte 2021 für La tête dans les orties, in dem eine Mutprobe zwischen Freunden zu einem absurden Dschungelabenteuer mutiert.

## Filmografie
- 2009: Sauvage
- 2014: Tempête sur anorak
- 2016: Le futur sera chauve
- 2019: La tête dans les orties

## Auszeichnungen (Auswahl)
- 2010: Spezialpreis der Jury im Bereich Studentenfilm, Festival d’Animation Annecy, für Sauvage
- 2014: Besondere Erwähnung der Sektion Animated Dreams, Tallinn Black Nights Film Festival, für Tempête sur anorak
- 2015: Preis der Jury für den besten Kurzfilm (Animation), Sundance Film Festival, für Tempête sur anorak
- 2018: César-Nominierung, Bester animierter Kurzfilm, für Le futur sera chauve
- 2021: César-Nominierung, Bester animierter Kurzfilm, für La tête dans les orties